# Julienne (kuchnia)

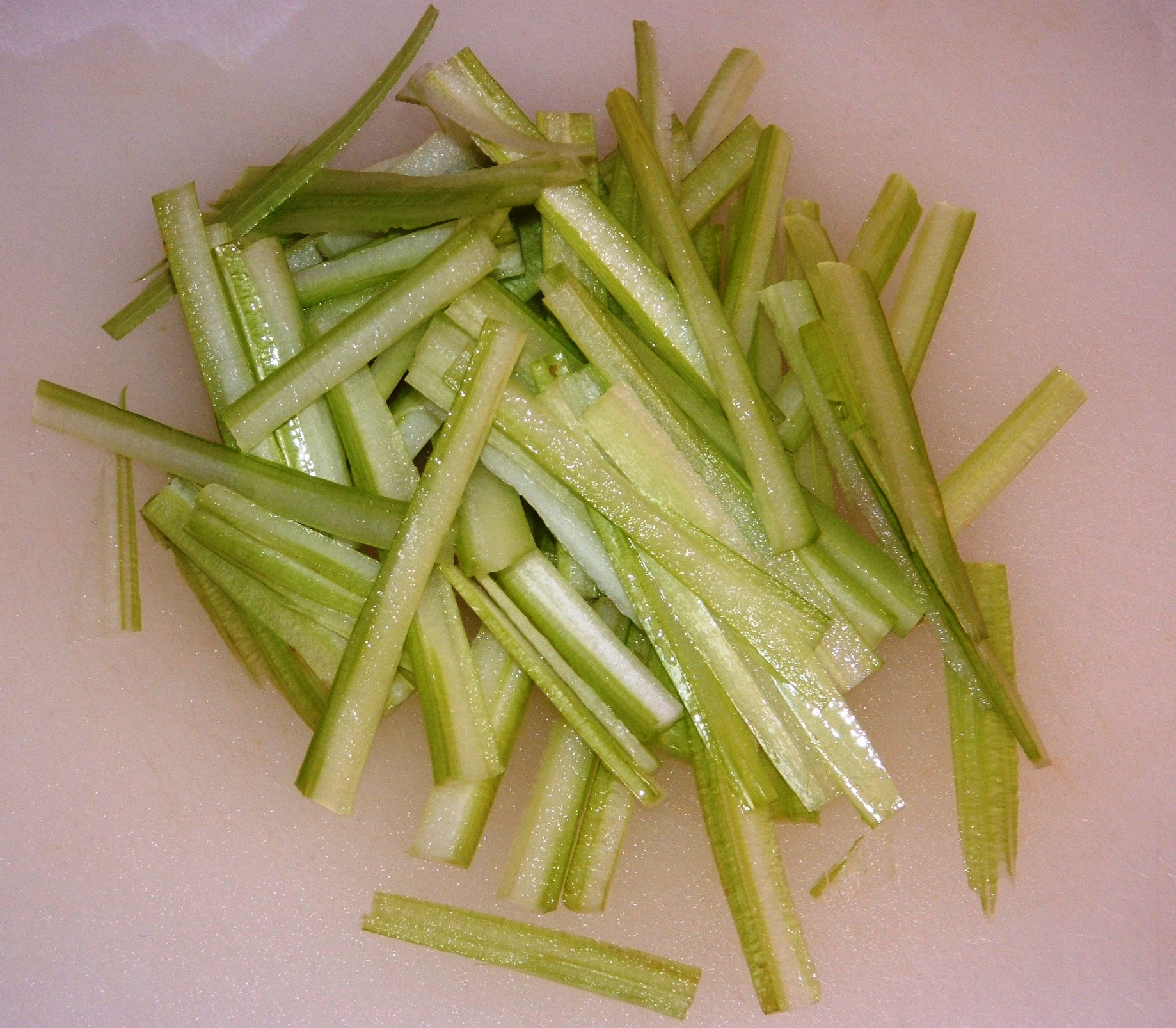
Seler pokrojony en julienne

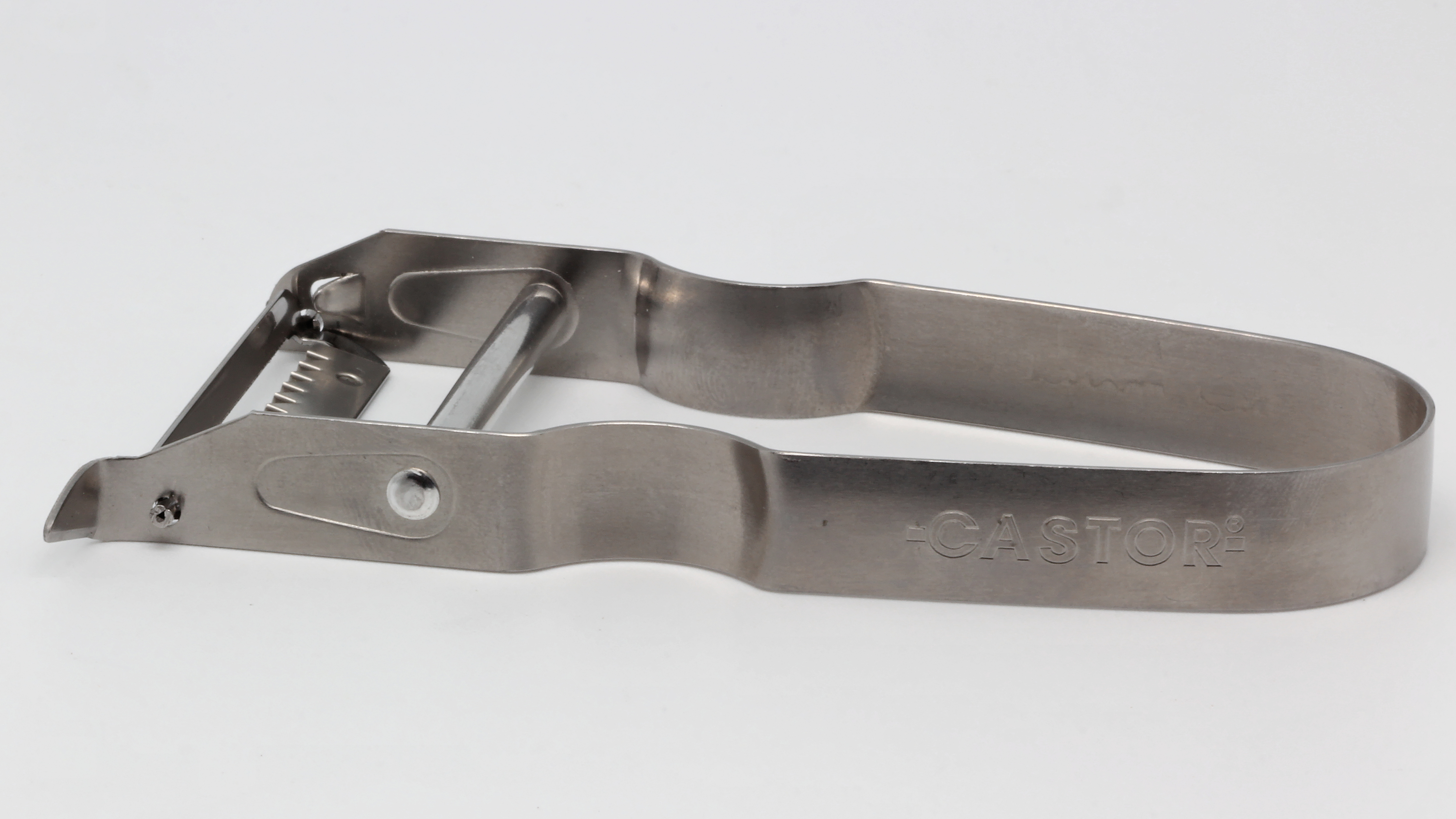
Krajarka do warzyw

Julienne – technika krojenia warzyw lub mięsa polegająca na pokrojeniu produktu na długie, cienkie i równe słupki o długości ok. 5 cm i średnicy ok. 2 mm.  
Najczęściej przygotowuje się w ten sposób marchew, ziemniaki, pory, buraki i seler.
Przygotowanie warzyw według tej metody podnosi wartość estetyczną i prezencję potrawy.
Do krojenia w stylu julienne potrzebna jest specjalna krajarka z ruchomym ostrzem lub ostry i nieząbkowany nóż kuchenny oraz deska do krojenia. Przed krojeniem warzywa należy oczyścić i umyć.
Etymologia terminu nie jest jasna. Termin ten został po raz pierwszy użyty w druku w roku 1722 w książce kucharskiej Le Cuisinier Royal autorstwa François Massialota.
Podobny sposób krojenia znany jest również w tradycyjnej kuchni chińskiej.